# Mojenhop
Koordinaten: 53° 23′ 43,6″ N, 9° 19′ 25,8″ O
Der Mojenhop (plattdeutsch Mojenhoop) ist ein Wohnplatz in der niedersächsischen Gemeinde Anderlingen im Landkreis Rotenburg (Wümme). Historisch und verwaltungstechnisch gehört der Mojenhop dem Ortsteil Grafel an.

## Geographie und Verkehrsanbindung
Der Mojenhop liegt nordöstlich vom Kernort Anderlingen und nordwestlich von Grafel an der Kreisstraße 108, die im Norden über Fehrenbruch nach Farven und im Südwesten über Anderlingen zur Bundesstraße 71 in Selsingen führt. Im Westen führt zudem eine Nebenstraße nach Ohrel.
Der Mojenhop besteht aus dem Hof Mojenhop, der östlich der K 108 an der Stichstraße Mojenhop liegt, sowie drei weiteren Siedlerstellen, die an der westlichen Straßenseite der K 108 und an der westlich abzweigenden Stichstraße Am Mojenhop liegen.

## Geschichte
Der Wohnplatz entwickelte sich aus dem Hof Mojenhop, der bereits 1157 erstmals urkundlich erwähnt wurde. Der Name leitet sich aus dem Plattdeutschen ab und bedeutet Schöne Ansiedlung. Ursprünglich gehörte der Hof zu Grafel und war als letzter Hof in Grafel bis 1854 noch meierpflichtig. Der Mojenhop wird seit sieben Generationen von der Familie Borchers bewirtschaftet. Heute liegt der Schwerpunkt auf der ökologischen Milchviehhaltung.
Vor 1857 gehörte der Mojenhop zur Gemeinde Grafel in der Börde Selsingen im Amt Zeven; die Börde wechselte jedoch 1859 zum Amt Bremervörde. Nach 1885 gehörte der Mojenhop zur Gemeinde Grafel im Kreis Bremervörde. 1932 wurde der neue Landkreis Bremervörde gebildet, der 1977 im Landkreis Rotenburg (Wümme) aufging. Zum 1. März 1974 wurde Grafel nach Anderlingen eingemeindet.

### Religion
Der Mojenhop ist evangelisch-lutherisch geprägt und gehört zum Kirchspiel der St.-Lamberti-Kirche in Selsingen.

## Bauwerke
- Mojenhop 1: Niedersächsisches Hallenhaus mit massivem Ziergiebel von 1897/98